# Roberto Zaghi
Roberto Zaghi est un dessinateur de bande dessinée né à Ferrare, en Italie, le 9 juin 1969.

## Biographie
Né à Ferrare en Italie, Roberto Zaghi, suit des études techniques puis des cours de bande dessinée. Il œuvre comme illustrateur pour la presse et l’édition. Depuis 2002 il habite et travaille à Milan. Il commence à travailler en tant que dessinateur dans les années 90 pour les éditions Sergio Bonelli. 
Depuis 2007, en parallèle à son activité pour Bonelli, il travaille pour la BD franco-belge. Il dessine sept tomes du polar Thomas Silane, écrit par Patrice Buendia et Philippe Chanoinat (Bamboo Édition), deux tomes de la BD historique Le vent des libertaires sur un scénario de Philippe Thirault (Les Humanoïdes Associés). 
Depuis 2021, Roberto Zaghi remplace Patrick Jusseaume, décédé en 2017, sur la sérieTramp, avec un scénario de Jean-Charles Kraehn.

## Séries

### Tramp
- 12 Traquenard en Mer, Dargaud, France, 29 avril 2022
Scénario : Jean-Charles Kraehn - Dessin : Roberto Zaghi - Couleurs : Patricia Jambers -  (ISBN 978-2-205-08989-9)
- 13 Les captifs de Saint-Paul, Dargaud, France, 31 août 2023
Scénario : Jean-Charles Kraehn - Dessin : Roberto Zaghi - Couleurs : Patricia Jambers -  (ISBN 978-2-205-20624-1)
- 14 Escale à haut risque, Dargaud, France, 14 mars 2025
Scénario : Jean-Charles Kraehn - Dessin : Roberto Zaghi - Couleurs : Patricia Jambers -  (ISBN 9782205214185)

### Thomas Silane
- 4 Objectifs, Bamboo Édition, France, 22 avril 2009
Scénario : Patrice Buendia, Philippe Chanoinat - Dessin : Roberto Zaghi - Couleurs : Cyril Saint Blancat -  (ISBN 978-2-350-78301-7)
- 5 Fuites, Bamboo Édition, France, 1er juin 2010
Scénario : Patrice Buendia, Philippe Chanoinat - Dessin : Roberto Zaghi - Couleurs : Cyril Saint Blancat -  (ISBN 978-2-350-78935-4)
- 6 Libérations, Bamboo Édition, France, 21 septembre 2011
Scénario : Patrice Buendia, Philippe Chanoinat - Dessin : Roberto Zaghi - Couleurs : Cyril Saint Blancat -  (ISBN 978-2-818-90702-3)
- 7 Racines, Bamboo Édition, France, 9 avril 2014
Scénario : Patrice Buendia, Philippe Chanoinat - Dessin : Roberto Zaghi - Couleurs : Cyril Saint Blancat -  (ISBN 978-2-818-92445-7)
- 8 Poisons, Bamboo Édition, France, 1er octobre 2014
Scénario : Patrice Buendia, Philippe Chanoinat - Dessin : Roberto Zaghi - Couleurs : Cyril Saint Blancat -  (ISBN 978-2-818-93178-3)
- 9 Expériences, Bamboo Édition, France, 30 mars 2016
Scénario : Patrice Buendia, Philippe Chanoinat - Dessin : Roberto Zaghi - Couleurs : Ketty Formaggio -  (ISBN 978-2-818-93568-2)
- 10 Révélations, Bamboo Édition, France, 17 mai 2017
Scénario : Patrice Buendia, Philippe Chanoinat - Dessin : Roberto Zaghi - Couleurs : Claudia Boccato -  (ISBN 978-2-818-94157-7)

### Le vent des libertaires
- 1 Épisode 1/2, Les Humanoïdes Associés, France, 21 août 2019
Scénario : Philippe Thirault - Dessin : Roberto Zaghi - Couleurs : Yves Frémion -  (ISBN 978-2-731-60919-6)
- 2 Épisode 2/2, Les Humanoïdes Associés, France, 18 mars 2020
Scénario : Philippe Thirault - Dessin : Roberto Zaghi - Couleurs : Annelise Sauvêtre -  (ISBN 978-2-731-66798-1)